# Pejambon (Sumberejo)
Pejambon is een bestuurslaag in het regentschap Bojonegoro van de provincie Oost-Java, Indonesië. Pejambon telt 1869 inwoners (volkstelling 2010).